# Rigoberto Cruz
Rigoberto Cruz Argüello, más conocido como Pablo Úbeda (1941-1967) fue un maestro y guerrillero nicaragüense.
Rigoberto Cruz fue miembro fundador del Frente Sandinista de Liberación Nacional (FSLN) junto, entre otros,  a Carlos Fonseca, Santos López, Silvio Mayorga, Germán Pomares Ordoñez,  Jorge Navarro, Francisco Buitrago y Tomás Borge. Murió durante una emboscada de la Guardia Nacional de Nicaragua, en el cerro Pancasán, ubicado en las montañas de Matagalpa.

## Pablo Úbeda
Su seudónimo más conocido fue Pablo Úbeda, y entre el pueblo fue conocido como «El cadejo de Las Segovias» por su gran conocimiento de esa región y la capacidad de movilización que tenía.
Además, una de sus características más reconocidas fue la perfecta caracterización del campesino nicaragüense y el uso del disfraz para pasar desapercibido.

## Gesta de Pancasán
Cuando en el año 1967 el FSLN decidió destacar buena parte de sus cuadros en la montaña, decisión que se venía discutiendo desde años atrás, perseguía establecer una base guerrillera en la zona central montañosa de Nicaragua, la cual es una zona altamente productiva. La estrategia era crear una serie de focos guerrilleros en el campo, encauzando luego la lucha armada hacia la ciudad. Se inició un trabajo para reunir una base social y política en el campesinado y se eligieron las montañas de Matagalpa por su situación estratégica y su historia de lucha por la tierra.
El contexto sociopolítico internacional en que se desarrolla la acción favorecía la misma, la concienciación de la juventud y el triunfo de las ideas progresistas fueron la base para la implicación de buena parte del pueblo con los valores que defendía la guerrilla.
A fines de agosto de 1967, la llamada Gesta de Pancasán ―que determinó un punto de inflexión en la lucha del FSLN― tuvo su origen en la pérdida de unos cartuchos de munición de un joven guerrillero que andaba poniendo buzones (armas ocultas). Estas municiones fueron halladas por unos «jueces de mesta» (autoridades rurales de Nicaragua) que pusieron el hecho en conocimiento de la Guardia Nacional, que sin más información se lanzó a la búsqueda de los guerrilleros. Enterado Carlos Fonseca, intentó poner en conocimiento de este hecho a Silvio Mayorga, pero antes de llegar a comunicárselo, el 27 de agosto de 1967 la Guardia Nacional detectó la columna de Mayorga, le tendió una emboscada y aniquiló a casi todos sus miembros.
Los muertos insurgentes fueron:
- Otto Casco (estudiante de secundaria),
- Rigoberto Cruz,
- Ernesto Fernández (masayense),
- Óscar Armando Flores
- Fausto García (trabajador),
- Silvio Mayorga (estudiante de Derecho y dirigente del FSLN),
- Francisco Moreno (managüense, estudiante de secundaria),
- Carlos Reyna (obrero managüense, alfabetizador),
- Óscar Danilo Rosales (médico y catedrático), fue capturado y torturado varios días hasta morir
- Nicolás Sánchez y
- Carlos Tinoco (de Corinto).

## Homenajes póstumos
El Frente Nororiental Pablo Úbeda, denominado así en su recuerdo, tuvo como zona de operaciones guerrilleras los departamentos de Chontales y Río San Juan durante la lucha armada y la ofensiva final (de 1978 y 1979) contra la dictadura somocista.
Después del triunfo de la Revolución nicaragüense, el 19 de julio de 1979, las tropas especiales del Ministerio del Interior fueron denominadas Tropas Pablo Úbeda (TPU) en su honor, para combatir a las fuerzas de tarea de los contras.
En 1984 Carlos Mejía Godoy lanzó el álbum Canto épico al FSLN, que incluye la canción Pablo Úbeda.    